# معتمدية صفاقس الغربية

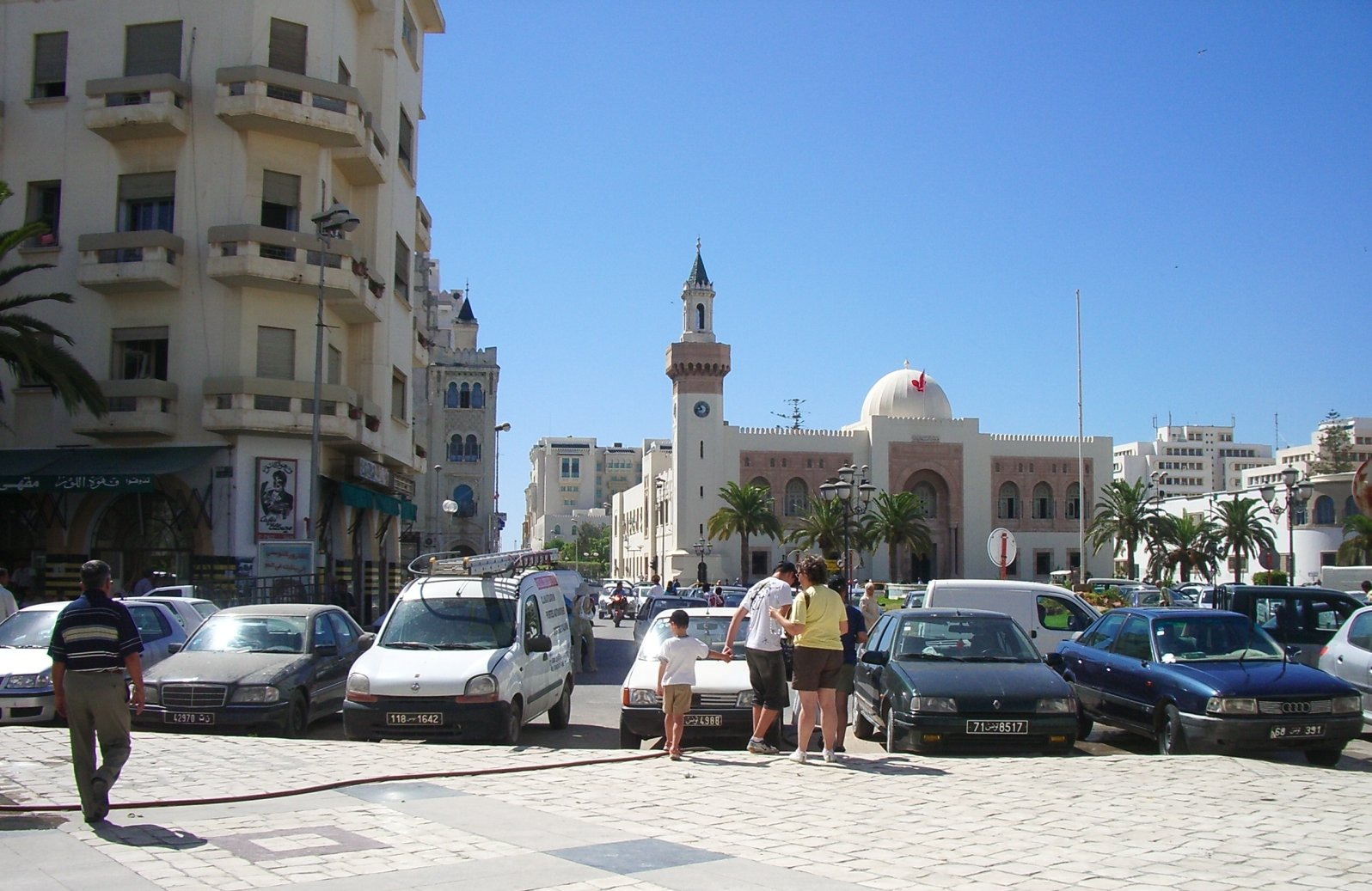

معتمدية صفاقس الغربية إحدى معتمديات الجمهورية التونسية، تابعة لولاية صفاقس.

### مواضيع ذات علاقة
- ولاية صفاقس.